# 223092870
223092870は自然数、また整数において、223092869の次で223092871の前の数である。

## 性質
- 223092870は合成数であり、約数を512個もつ。
- 223092870 =2 × 3 × 5 × 7 × 11 × 13 × 17 × 19 × 23
  - 最初からの9連続素数の積で表せる数である。1つ前は9699690、次は6469693230。(オンライン整数列大辞典の数列 A002110)
- ω(n) を n の相異なる素因数の個数とする。このとき、

{\displaystyle \limsup \omega (n)\log \log n/\log n=1}
であることが知られているが、 これは n = 223092870 のときに最大値を取り、その値は {\displaystyle 1.38401\ldots } である。
- また、φ(n) をオイラーのφ関数とする。n = 223092870 は n > 3 で

{\displaystyle \varphi (n)\geq e^{-\gamma }{\cfrac {n}{\log \log n+{\cfrac {2.5}{e^{\gamma }\log \log n}}}}}
が成り立たないただ1つの数である。2.5のかわりに2.50637とおけばこの式は成り立つ。